# Спомен-обележје ђакону Авакуму на Калемегдану
Спомен-обележје ђакону Авакуму је споменик у Београду. Налази се на Калемегдану у делу парка између Уметничког павиљона „Цвијета Зузорић” и улице Тадеуша Кошћушка у општини Стари град.
Споменик је постављен 24. марта 2009. године у организацији Завода за заштиту споменика културе града Београда и ЈП Београдска тврђава, а на иницијативу Министарства за рад, запошљавање, борачка и социјална питања Републике Србије — сектор за борачко-инвалидска питања.
Обележје је посвећено Светом ђакону Авакуму београдском, преподобном мученику који је страдао 30. децембра 1814. године на простору између Ратничког дома и Народног позоришта, који је Турцима служио за извршење смртних пресуда — набијања на колац.
На споменику се налази натпис:
„Ђакон Авакум сабрат манастира Трнава код Чачка, учесник Хаџи Проданове буне, погубљен од Турака у Београду 30. 12. 1814. и набијен на колац одбивши да из хришћанства пређе у ислам. Његов трагични крај постао је у потоњим деценијама симбол страдања српског хришћанског становништва у периоду османске владавине београдским пашалуком.”